# Chiesa di Santa Giustina (Limana)
La chiesa arcipretale di Santa Giustina Vergine e Martire è la parrocchiale di Limana, in provincia di Belluno e diocesi di Belluno-Feltre; fa parte della convergenza foraniale di Belluno.

## Storia
Non si sa quando sia stata fondata la pieve di Santa Giustina di Limana; essa è comunque attestata a partire dal 1184.
Sul finire del XIX secolo l'antica pieve situata fuori dal centro abitato si rivelò insufficiente a soddisfare le esigenze dei fedeli, e, così, si decise di edificare in paese una chiesa di maggiori dimensioni e più comoda.
Terminati i lavori nel 1905, la chiesa fu consacrata il 7 ottobre 1910 dal vescovo di Belluno e Feltre Giuseppe Foschiani. La dedicazione a Santa Giustina venne traslata nella nuova parrocchiale, mentre l'antica pieve fu reintitolata a Santa Barbara. Nel 1960 si provvide poi a completare la guglia del campanile.

## Descrizione

### Esterno
La facciata a capanna della chiesa, che volge a levante, è suddivisa da una cornice marcapiano in due ordini, entrambi scanditi da lesene in pietra; quello inferiore, d'ordine dorico, presenta centralmente il portale d'ingresso lunettato, mentre quello superiore, in stile ionico, è caratterizzato dal rosone e coronato dal timpano semicircolare, nel quale s'apre un oculo avente la medesima forma.
Annesso alla parrocchiale è il campanile a pianta quadrata, la cui cella presenta su ogni lato una monofora affiancata da lesene ed è coronata dalla guglia piramidale.

### Interno
L'interno dell'edificio si compone di un'unica navata, sulla quale si affacciano le cappelle laterali e le cui pareti sono scandite da lesene sorreggenti la trabeazione sopra la quale si imposta la volta; al termine dell'aula si sviluppa il presbiterio, rialzato di tre gradini, coperto da volta a crociera e chiuso dall'abside semicircolare.
L'opera di maggior pregio qui conservata è una statua con soggetto San Valentino, nella quale sono inserite alcune reliquie dello stesso, donate alla parrocchia da papa Gregorio XVI.
Il presbiterio presenta un ciclo di affreschi del pittore Pietro Cortelezzi.